# Tahir Hamid Nguilin
Tahir Hamid Nguilin, né en 1975 ou 1976, est un homme politique tchadien. Il est ministre des Finances et du Budget depuis juin 2019.

## Biographie
Tahir Hamid Nguilin suit des études en comptabilité et finances à l'université catholique d'Afrique centrale, au Cameroun.
De janvier 2009 à juin 2010, Nguilin est directeur général de la Sotel Tchad (Société des télécommunications du Tchad).
Il est vice-gouverneur à la Banque des États de l'Afrique centrale de 2010 à 2016.
En décembre 2016, Tahir Hamid Nguilin est nommé directeur général de la société des hydrocarbures du Tchad (SHT). La SHT représente une large partie de revenus du Tchad (environ 75 % en 2015) et représente un poste essentiel au Tchad. Nguilin rencontre ainsi fréquemment le président Déby. Il doit gérer une difficile négociation pour le remboursement d'une dette de plus d'un milliard de dollars à Glencore. Il est remplacé par Seid Idriss Déby, fils du président Idriss Déby en décembre 2018,,
Tahir Hamid Nguilin est nommé ministre des Finances et du Budget en juin 2019.
En mai 2024, le Premier ministre Allamaye Halina forme son gouvernement et Nguilin est nommé ministre d'État, il conserve les ministères des Finances et du Budget, et prend ceux de l'Économie et de la Coopération.
Le 6 fevrier 2025, Tahir Hamid Nguilin est reconduit dans le gouvernement Halina II. En plus de conserver les portefeuilles des Finances, du Budget et de l'Économie, il obtient également ceux du Plan et de la Cooperation internationale.